# Caatinga

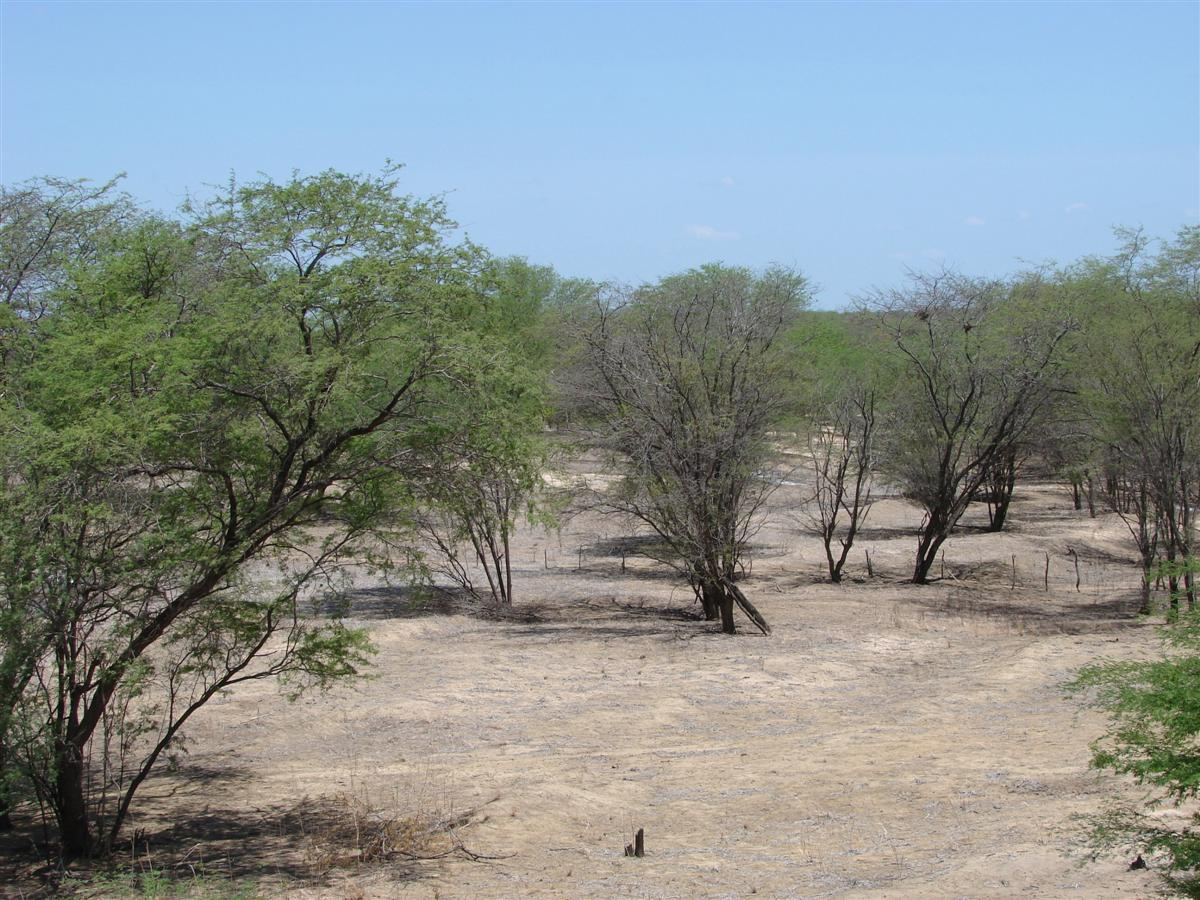
Caatinga - nezapojený porost

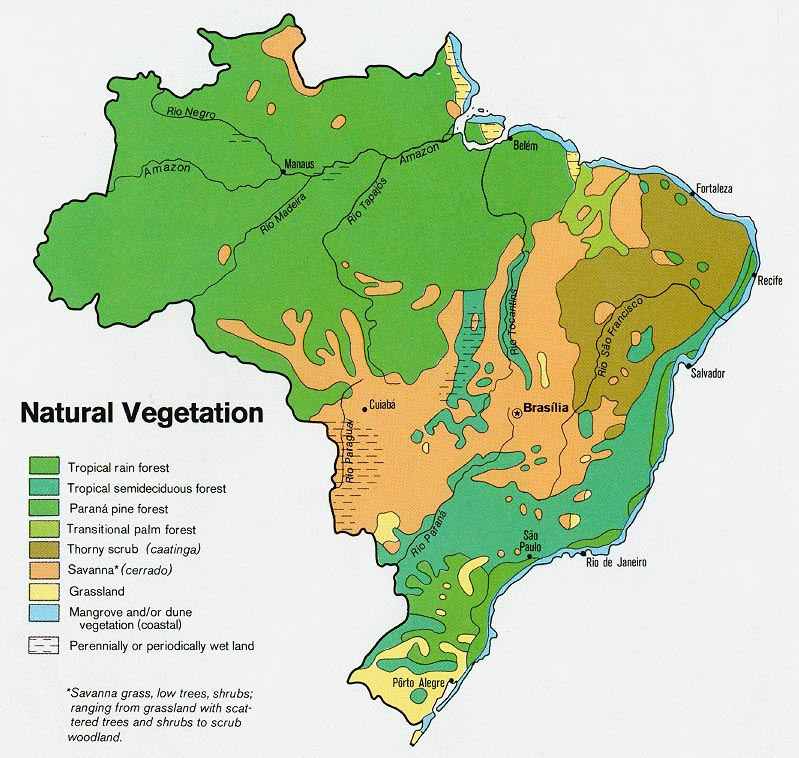
Vegetace v Brazílii:
caatinga
cerrado

Caatinga [kaaˈtĩɡɐ]IPA je místní označení ekoregionu, který se nachází ve vnitrozemí severovýchodní Brazílie. Je tvořen řídkým porostem suchomilných keřů a nízkých stromů. Většina území má charakter buše, ale v závislosti na četnosti srážek se zde nacházejí ostrůvky vzrostlého opadavého lesa i polopouštní krajina, v níž jsou jedinou vegetací kaktusy. Rozloha Caatingy tvoří zhruba 750 000 až 850 000 čtverečních kilometrů a zaujímá tak okolo desetiny brazilského území. Na západě hraničí s vlhčí oblastí lesů a savan zvanou cerrado, na východě s Atlantickým lesem a na severu postupně přechází v mangrovy na pobřeží Atlantského oceánu. Název caatinga pochází z jazyka domorodého kmene Tupí a znamená v překladu „světlý les“.
Podnebí v oblasti je velmi horké a suché, s výjimkou období dešťů, které trvá obvykle od prosince do dubna. Nejvýznamnějším zdrojem vody je řeka São Francisco. Krajina je členitá, s četnými roklemi a svědeckými horami. Rostlinný pokryv tvoří převážně kavanilesie, palma babassu nebo Cedrela odorata, důležitými užitkovými rostlinami jsou ledvinovník západní a mombín hlíznatý, kvalitní dřevo dává palisandr bahijský. Řada rostlin si vyvinula adaptaci na místní podmínky, jako jsou soudkovité kmeny a množství trnů. Vyskytuje se zde množství endemických ptačích druhů jako mravenčík Sellowův, hrnčiřík chocholatý nebo klouzálek vousatý. Papoušek ara Spixův je považován za vyhynulého ve volné přírodě. Vzácným druhem opice je Callicebus barbarabrownae. Vrcholovým predátorem je jaguár americký.
V oblastech s dostatkem vláhy se pěstuje réva vinná, melouny a tropické ovoce, velká část caatingy je však využívána pouze k pastevectví dobytka. Díky množství kvetoucích rostlin je rozšířeno včelařství. Malá část území o rozloze 1291 km² je chráněna jako Národní park Serra da Capivara.